# Via Cavour (Rome)
Pour les articles homonymes, voir Via Cavour.
La Via Cavour est une rue de Rome qui part de la Piazza dei Cinquecento et qui mène à la Via dei Fori Imperiali. Elle traverse les quartiers de Castro Pretorio et Monti : le long de sa trajectoire à travers l'Esquilin se trouve la Basilique Sainte-Marie-Majeure. 

## L'histoire
La création de la via Cavour date de la fin du XIXe siècle, lors de la reconstruction en raison de l'expansion urbaine de la nouvelle capitale. Le feu vert pour la construction de la rue a été donnée lors d'une réunion du conseil en mai 1880. Il y avait une impulsion considérable pour sa réalisation après l'entrée en vigueur de la loi du 14 mai 1881, qui a permis d'allouer des fonds de l'Etat afin de fournir les services appropriés pour une ville capitale. Les plans datèrent de 1883. La mise en œuvre impliquait, entre autres, sur la colline du Quirinal et celle du Viminal, la création de nouvelles rues, telles la via Cavour, la Via Nazionale, la Gare de Termini et les nouveaux bureaux ministériels. Le tracé de la rue devait permettre la connexion entre la gare Termini et les Fori imperiali. La construction a débuté à partir de 1880 et s'est achevée dans les années 1910. On peut encore voir, sur les portes de nombreux bâtiments, les dates des années de construction.
Le parcours traverse la vallée de la Subure, vallée assez raide aux pentes abruptes, ou il a fallu surmonter la différence de hauteur entre le haut du Viminal et de la vallée des Forums; de nombreux travaux de terrassement ont donc été nécessaires, et, parfois, comme pour la piazza di S. Francesco di Paola, il a été nécessaire de construire un mur de confinement et de soutien. 

## Vues

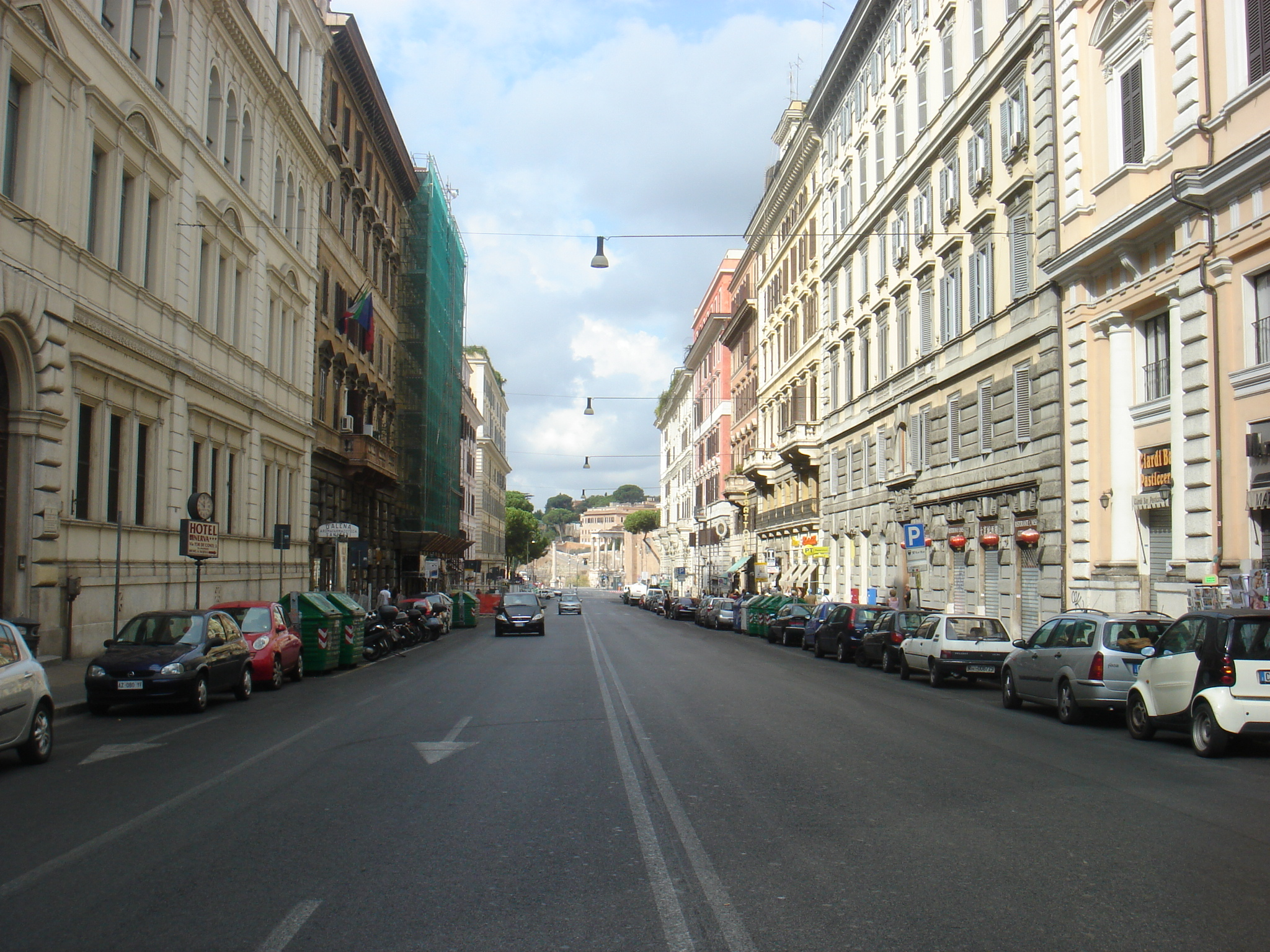
Vue générale
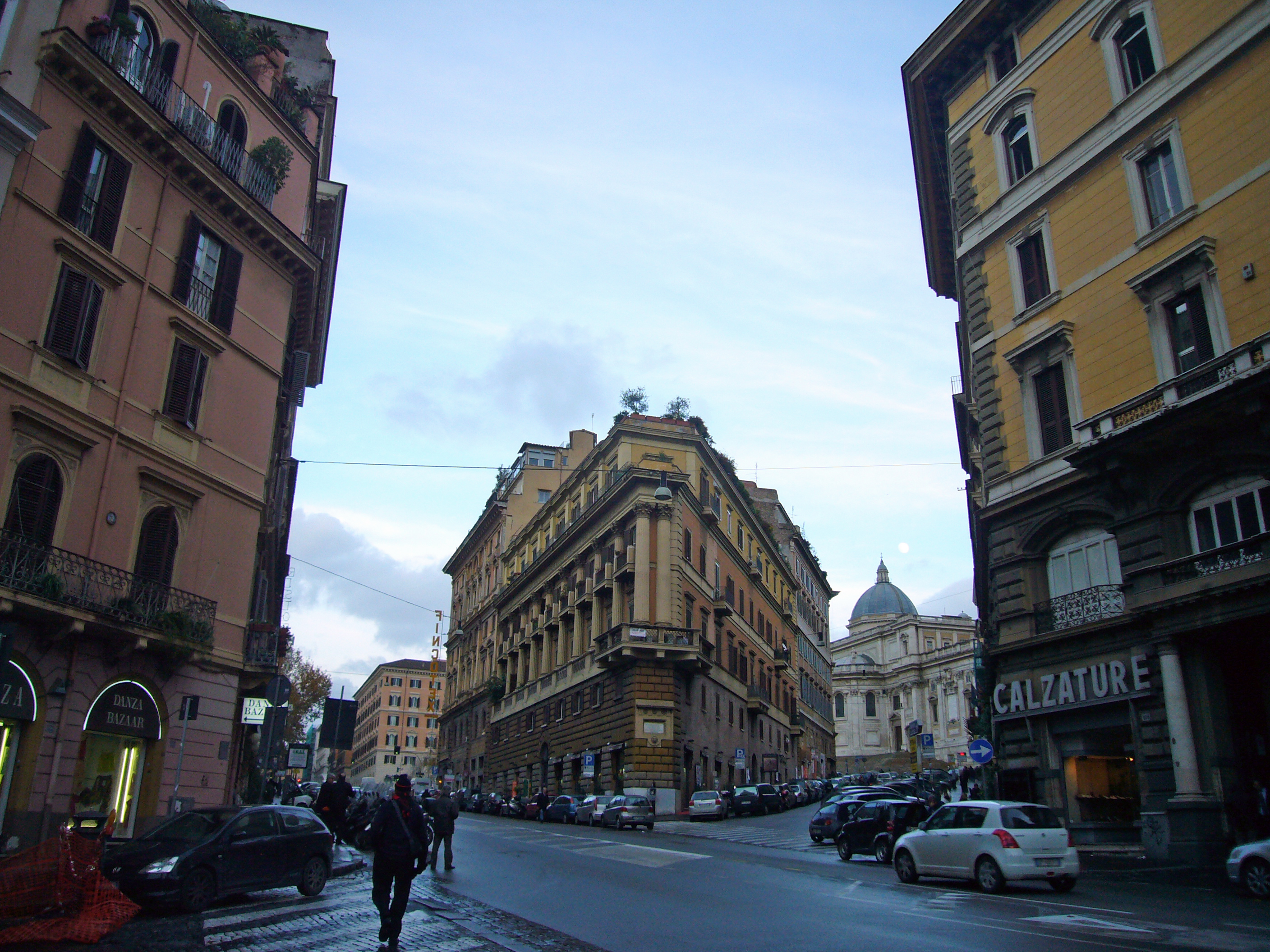
Via Cavour : palais Giorgioli